# 다마 플라자역
다마 플라자 역(일본어: たまプラーザ駅, たまプラーザえき)은 일본 가나가와현 요코하마시 아오바구에 있는 도쿄 급행 전철의 역이다. 요코하마 시에서 가장 북쪽에 위치하는 역이다. 역 번호는 DT15이다.

## 역사
- 1966년 4월 1일: 영업 개시.
- 2000년: 역 배리어 프리화 공사 완성. 개찰구 층으로 승강장 및 남쪽 출입구가 엘리베이터, 에스컬레이터로 연결됨(시부야 방면 승강장의 엘리베이터만 독립 설치).
- 2006년: 역 재개발 공사 착공.
- 2008년: 시부야 방면 승강 엘리베이터가 메인의 개찰 내에 신설되어 독립 개찰 폐쇄.
- 2009년
  - 9월 9일: 미나미구치에 새로운 버스 터미널 공용 개시와 동시에 개찰구와 사우스 플라자 4층을 연결하는 연결 육교도 공용 개시.
  - 10월 3일: 시부야 방향에 "동쪽 개찰구" 개업과 동시에 기타구치에 새로운 버스 터미널 공용 개시(지하 터미널).
  - 10월 22일: 다마 플라자 테라스 게이트 플라자 II 개업.
- 2010년 10월 7일: 다마 플라자 테라스 게이트 플라자 III 개업.

## 역 구조
상대식 승강장 2면 2선의 지상역에서 승강장의 대부분이 인공 기반으로 덮인 반지하 구조이다. 2006년부터 2009년 10월까지 역전 재개발 사업에 따른 역 개량 공사를 실시하였다. 승강장 중앙부의 인공 지반에는 원형 개구부가 설치되어 뚫렸다. 개찰구 층에도 바닥, 역 사무실, 개찰구 층에 걸린 보, 통층 구조 등에 원호를 그리도록 디자인을 설계했다.
개찰 층에서는 3층 분량의 블로바이 구조의 대규모 지붕이 설치되었다. 역사 측면에는 2층 분량 전면 유리 구조이다. 천장이 매우 높아서 역 시설 등 사인 시스템의 디자인은 공통된 설치 방식이 본 역의 특징적인 것을 채용하였다.
공사로 인한 새로 대합실과 승강장을 잇는 계단, 에스컬레이터는 설치되지 않았지만 2009년 10월 3일부터 사기누마 역 방향에 "동쪽 개찰구"가 신설되었다. 원래부터 존재하였던 아자미노 역 방향에 있는 개찰구는 "중앙 개찰구"로 명칭이 변경되었다. 개찰 내의 엘리베이터 층수 표시는 개표가 1층이고 승강장이 지하 1층으로 변경되었다(개찰 외의 엘리베이터에서 개찰구 층이 1층, 지상이 지하 2층이라고 표시되고 있다).
2000년경 실시된 엘리베이터 설치 공사에서는, 시부야 방면의 엘리베이터가 당초 메인 개찰구와 떨어진 곳에 독립하여 설치되었기 때문에 조금 불편했다. 재개발 공사에 따른 이전의 엘리베이터는 철거되고 개찰구 내에 새로 설치되었지만, 상행선 승강장이 약간 줄어들었다.
역 위로 상업 시설을 건설하기 위한 선로 위에 있던 송전선은 지하화할 계획이지만 지하화 범위는 본 역의 2면 4선화 구조를 고려한 것이다. 재개발 공사에 따라서, 상하행선 모두 철로가 증설할 만한 공간이 설치됨에도 불구하고, 선로 부설 공사는 하지 않았고 시기는 미정이다.

### 승강장
| 번호 | 노선        | 방향 | 행선                                                                |
| ---- | ----------- | ---- | ------------------------------------------------------------------- |
| 1    | 덴엔토시 선 | 하행 | 나가쓰타・주오린칸 방면                                             |
| 2    | 덴엔토시 선 | 상행 | 후타코타마가와・시부야・ 한조몬 선 오시아게・ 도부 선 가스카베 방면 |

## 역 주변
기타구치 앞을 지나는 도로 주변에는 벚꽃 가로수길이 펼쳐져 있다.
- 다마 플라자 테라스
  - 노스 플라자 (도큐 백화점 다마 플라자점)
  - 게이트 플라자
  - 사우스 플라자
- 이토 요카도 다마 플라자점
- 고쿠가쿠인 대학 요코하마 다마 플라자 캠퍼스
- 고쿠가쿠인 대학 유아 교육 전문학교
- 가나가와 현립 모토이시카와 고등학교
- 요코하마 우쓰쿠시가오카 우체국
- 요코하마 우쓰쿠시가오카욘 우체국
- 다마 플라자 역 미나미구치 우체국
- 메디컬 센터・다마 플라자

## 사진

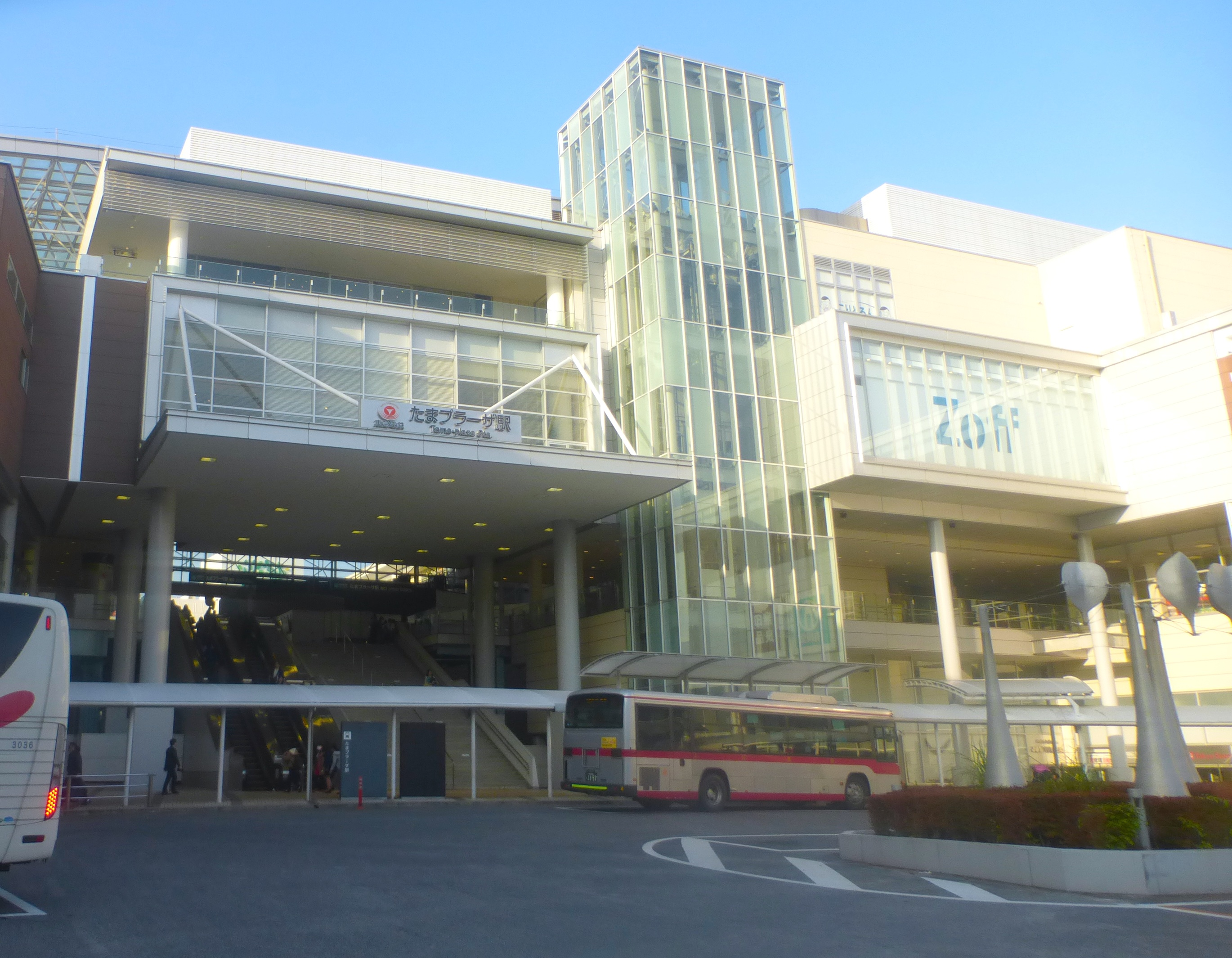
남쪽 출입구
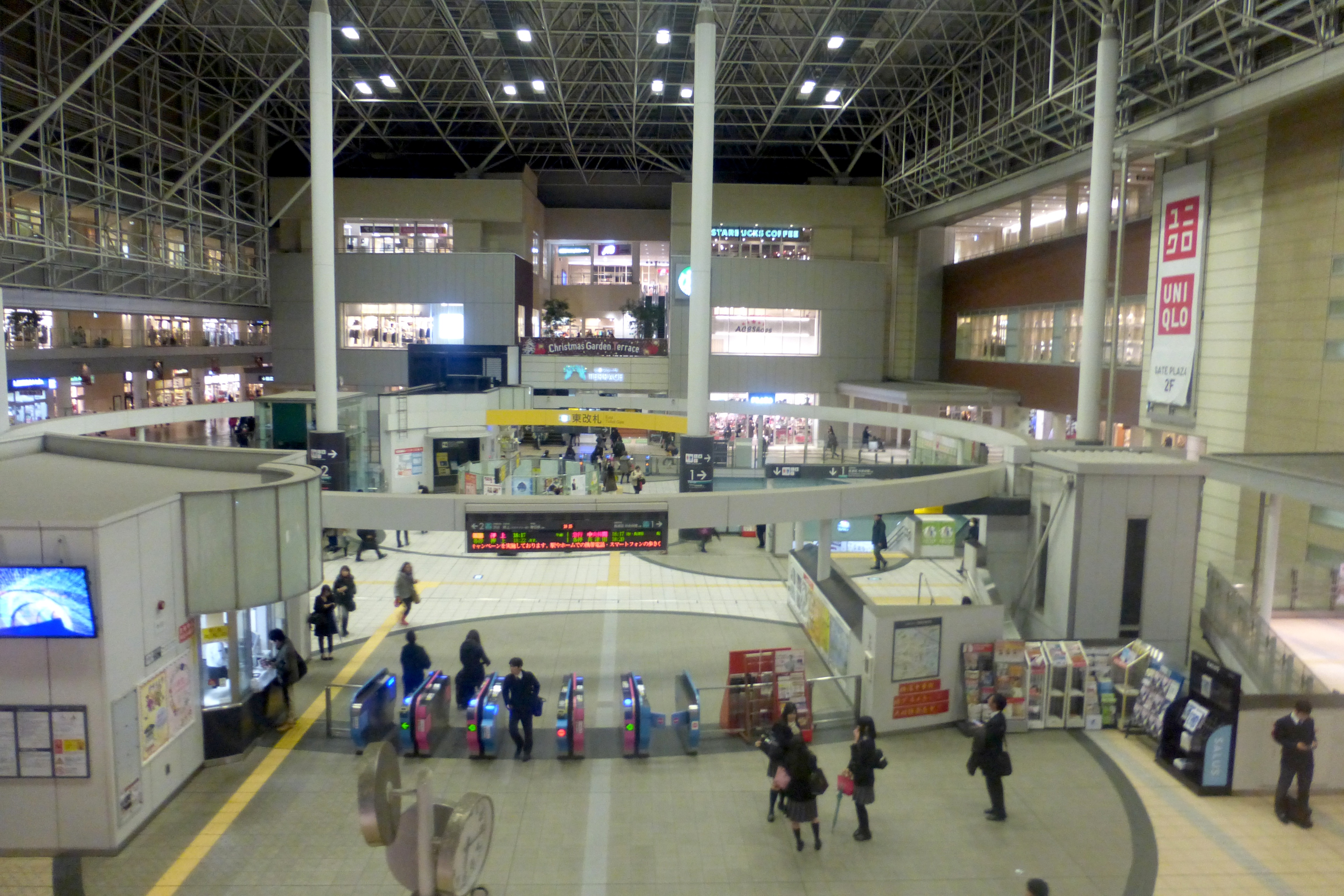
개찰구
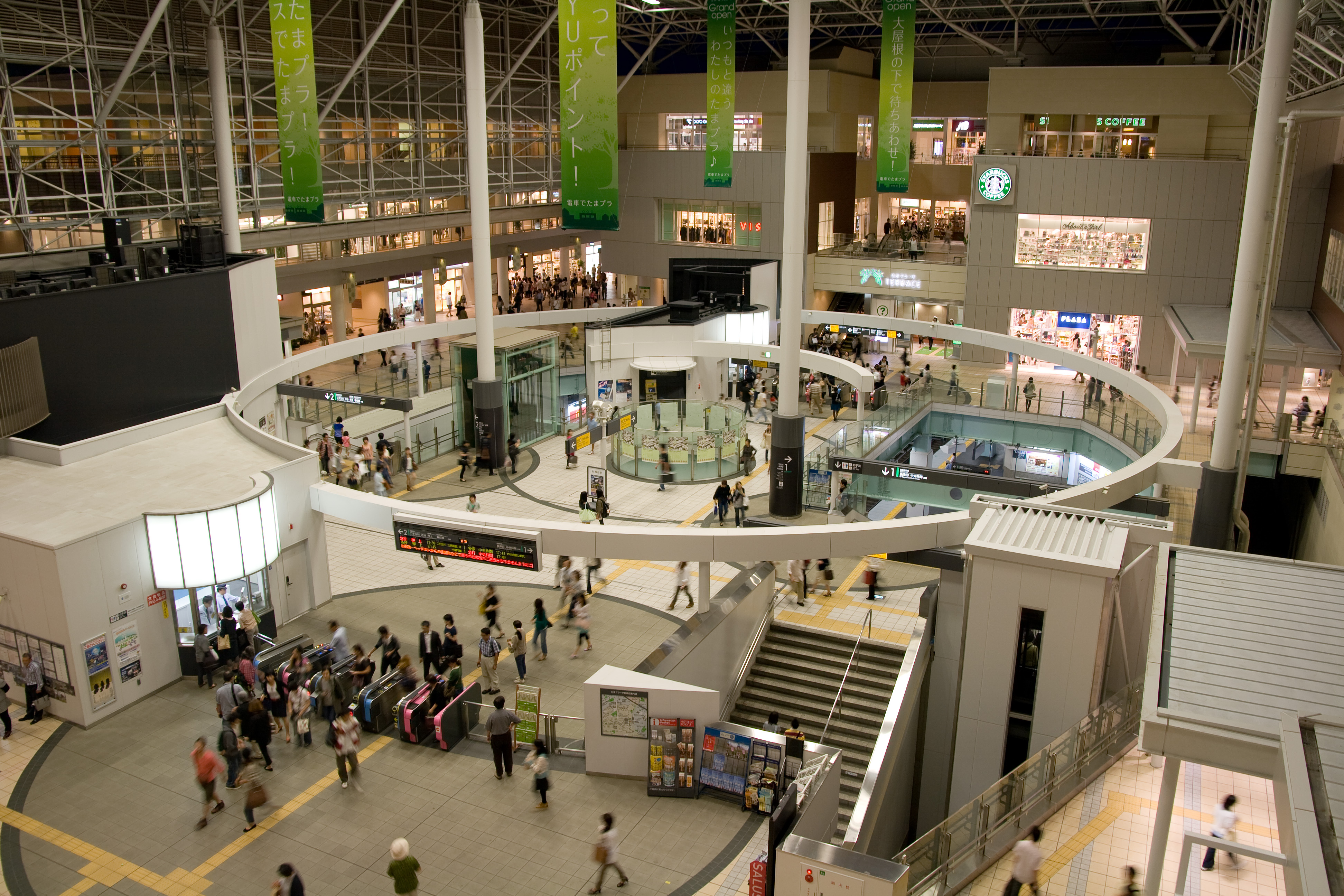
대합실 전경

## 인접역
| 도쿄 급행 전철 덴엔토시 선 | 도쿄 급행 전철 덴엔토시 선 | 도쿄 급행 전철 덴엔토시 선  |
| -------------------------- | -------------------------- | --------------------------- |
| DT14 사기누마 시부야 방면  | ■ 급행 ■ 준급 ■ 각역정차   | 아자미노 DT16 주오린칸 방면 |